# Българско военно гробище (Скочивир)
Българското военно гробище в мариовското село Скочивир е създадено по време на Първата световна война по време на битката при завоя на Черна и сраженията за Каймакчалан.